# Đế quốc Ý
Đế quốc Ý (tiếng Ý: Impero Italiano) hay Đế quốc thực dân Ý (tiếng Ý: Impero coloniale Italiano) là tập hợp các thuộc địa, xứ bảo hộ, đất nhượng bộ, lãnh thổ phụ thuộc và lãnh thổ ủy thác của Vương quốc Ý (tiếng Ý: Regno d'Italia). Vương quốc Ý cùng với hệ thống thuộc địa của Ý tạo thành Đế quốc thuộc địa Ý, đôi khi được gọi là Đế quốc Ý, tồn tại từ 1869 đến 1946. Nguồn gốc của đế quốc thuộc địa Ý là việc thành lập thuộc địa đầu tiên, một thị trấn ven biển Assab trên Biển Đỏ. Điều này đã được chính phủ Ý tiếp quản vào năm 1882, trở thành lãnh thổ nước ngoài đầu tiên của Ý hiện đại.
Vào đầu Thế chiến thứ nhất năm 1914, Ý đã lập ở châu Phi một thuộc địa trên bờ Biển Đỏ, ngày nay là Eritrea, thiết lập quyền bảo hộ ở Somalia và chiếm Libya thuộc Ottoman (sau Chiến tranh Ý-Thổ Nhĩ Kỳ). Sự mở rộng của Ý vào nội địa châu Phi từ bờ Biển Đỏ đã khiến Ý xung đột với Đế quốc Ethiopia, nước này đánh bại Ý lần đầu tiên trong trận Dogali (1887) và một lần nữa trong cuộc xâm lược đầu tiên của Ý vào Ethiopia (1895–1896).
Bên ngoài châu Phi, Ý sở hữu quần đảo Dodecanese ngoài khơi bờ biển Thổ Nhĩ Kỳ và tô giới tại Thiên Tân ở Trung Quốc. Trong Chiến tranh thế giới thứ nhất, Ý chiếm miền nam Albania để ngăn chặn Áo-Hungary xâm chiếm. Năm 1917, thiết lập chế độ bảo hộ ở Albania cho đến năm 1920. Chính phủ phát xít của Benito Mussolini nắm quyền vào năm 1922 đã tìm cách mở rộng kích thước của đế quốc Ý.
Trong cuộc xâm lược Ethiopia lần thứ hai vào năm 1935–1936, Ý đã thành công. Ethiopia được sáp nhập với các thuộc địa khác ở Đông Phi để tạo ra vùng Đông Phi thuộc Ý. Năm 1939, Ý xâm lược Albania. Trong Chiến tranh thế giới thứ hai (1939–45), Ý chiếm Somaliland của Anh, một phần của Đông Nam nước Pháp, Tây Ai Cập và phần lớn Hy Lạp. Nhưng do thất bại trong Chiến tranh thế giới II, Ý mất các thuộc địa châu Phi của nó, bao gồm Ethiopia cho các lực lượng đồng minh. Ý đã bị ép buộc từ bỏ chủ quyền trên tất cả các thuộc địa. Ý đã được cấp một sự tin tưởng của Liên Hợp Quốc để quản lý cựu thuộc địa Somaliland của Ý vào năm 1950 dưới sự giám sát của Liên Hợp Quốc. Khi Somalia độc lập vào năm 1960, tám thập kỷ của Ý với chủ nghĩa thực dân đã chấm dứt.

## Tư tưởng đế quốc
- Đại Ý
- Mare Nostrum
- Đế chế La Mã mới
- Spazio vitale
- Bờ thứ tư
- Rome thứ ba

## Danh sách thuộc địa và vùng chiếm đóng
Thuộc địa trước chiến tranh:
- Đông Phi thuộc Ý
  - Ý Êthiopia
  - Ý Eritrea
  - Ý Somaliland
- Libya thuộc Ý
  - Ý Cyrenaica
  - Ý Tripolitania
  - Fezzan
- Thiên Tân (tô giới)

Vùng chiếm đóng trong chiến tranh:
- Pháp
  - Đông Nam nước Pháp
  - Corsica
- Monaco
- Vương quốc Albania
- Quần đảo Aegean
- Croatia
- Dalmatia
- Hy Lạp
  - Hellenic
  - Công quốc Pindus
  - Quần đảo Ionia
- Lubiana
- Montenegro